# Suvijärvi
Suvijärvi är en sjö i Kiruna kommun i Lappland och ingår i Torneälvens huvudavrinningsområde. Sjön har en area på 1,47 kvadratkilometer och ligger 447 meter över havet. Sjön avvattnas av vattendraget Suvijoki (Suvukursu).

## Delavrinningsområde
Suvijärvi ingår i det delavrinningsområde (764881-171231) som SMHI kallar för Utloppet av Suvijärvi. Medelhöjden är 463 meter över havet och ytan är 3,56 kvadratkilometer. Räknas de 24 avrinningsområdena uppströms in blir den ackumulerade arean 177,73 kvadratkilometer. Suvijoki (Suvukursu) som avvattnar avrinningsområdet har biflödesordning 3, vilket innebär att vattnet flödar genom totalt 3 vattendrag innan det når havet efter 517 kilometer. Avrinningsområdet består mestadels av skog (51 procent). Avrinningsområdet har 1,47 kvadratkilometer vattenytor vilket ger det en sjöprocent på 41,3 procent.